# 10-es busz (Hódmezővásárhely)
A hódmezővásárhelyi 10-es jelzésű autóbusz a Kertváros - Autóbusz-állomás között közlekedett. A viszonylatot a Volánbusz üzemeltette.

## Közlekedése
Csak szombaton, és ünnepnapokon közlekedett 2 óránként.

## Útvonala
| Kertváros felé: | Autóbusz-állomás felé: |
| --- | --- |
| - Autóbusz-állomás - Kálvin János tér - Piactér - Vásártér - Simonyi utca - Nyár utcai Általános Iskola - Nádor utca - Visszhang utca - Síp utca - Bauhaus Áruház - Liszt Ferenc utca - Rudnay Gyula utca - Ipoly utca - Nagy András János utca - Erdő utca - Kertváros | - Kertváros - Erdő utca - Nagy András János utca - Ipoly utca - Rudnay Gyula utca - Kórház (Kodály Zoltán utca) - Hősök tere - Liszt Ferenc utca - Bauhaus Áruház - Síp utca - Visszhang utca - Nádor utca - Nyár utcai Általános iskola - Simonyi utca - Vásártér - Piactér - Kálvin János tér - Autóbusz-állomás |